# Konrad von Schubert
Konrad von Schubert, auch Conrad, (* 7. Januar 1901 in Lugano; † 15. November 1973 in Homburg) war ein deutscher Botschafter.

## Leben
Konrad von Schubert war der Sohn von Conrad von Schubert. Er war in erster Ehe mit der Niederländerin Ivonne Brewer verheiratet und seit 1941 mit Claudia Naumann (* 1921) und hatte insgesamt vier Kinder. Er studierte Rechtswissenschaft und Staatswissenschaft in Berlin, Bonn und Kiel. Er bestand 1922 das erste juristische Staatsexamen und trat 1925 in den Auswärtigen Dienst. 1927 bestand er die konsularische Prüfung und wurde in der Folge in Kopenhagen und Buenos Aires beschäftigt. Am 1. Juli 1933 trat er der NSDAP bei. 
Von September 1941 bis Dezember 1942 war er als Legationsrat erster Klasse von der Informationsabteilung Referat VAA dem Kommando der 6. Armee der Wehrmacht zugeteilt. Von 1943 bis 1945 war er als Gesandtschaftsrat erster Klasse in Zagreb. 
Nach dem 8. Mai 1945 war von Schubert auf dem landwirtschaftlichen Besitz seines Bruders Carl von Schubert tätig. Am 1. Dezember 1955 wurde er in den auswärtigen Dienst der Bundesrepublik Deutschland aufgenommen und wurde Geschäftsträger in Amman, wo er von 1957 bis 1962 Botschafter war.
Von 16. Januar 1963 bis 1. September 1965 war er Botschafter in Addis Abeba.
Er war seit 1920 Mitglied des Corps Borussia Bonn.